# Oezalcès
Oezalcès  ou Welzasen (en berbère : ⵡⵣⴰⵍⵙⵉⵙ) est un roi massyle. En 206 av. J.-C., il succède au trône à la mort de son frère Gaïa. Il est le père du roi Capussa.

## Histoire
Oezalcès, avait normalement hérité du pouvoir puisqu’il était le prince le plus âgé. À sa mort, survenue quelques mois après son avènement, Capussa son fils, qui était le plus âgé, fut proclamé roi sans que Massinissa, fils de Gaïa, ne tente de faire valoir ses droits puisque dans l’ordre de succession, il venait juste après son cousin Capussa.
Après la mort d'Oezaclès, sa femme, veuve, épouse Mazétule.

Arbre généalogique de la famille des Barcides.